# خوان دييغو (ممثل)
خوان دييغو (بالإسبانية: Juan Diego)‏ هو ممثل إسباني، ولد في 14 ديسمبر 1942 في إسبانيا.

## وصلات خارجية
- خوان دييغو على موقع IMDb (الإنجليزية)
- خوان دييغو على موقع قاعدة بيانات الفيلم (الإنجليزية)